# Юру-е-Кренн
Юру́-е-Кренн (фр. Urou-et-Crennes) — колишній муніципалітет у Франції, у регіоні Нормандія, департамент Орн. Населення — 795 осіб (2011).
Муніципалітет був розташований на відстані близько 175 км на захід від Парижа, 60 км на південний схід від Кана, 36 км на північ від Алансона.

## Історія
До 2015 року муніципалітет перебував у складі регіону Нижня Нормандія. Від 1 січня 2016 року належав до нового об'єднаного регіону Нормандія.
1 січня 2017 року Юру-е-Кренн, Обрі-ан-Ексм, Аверн-су-Ексм, Ле-Бур-Сен-Леонар, Шамбуа, Ла-Кошер, Курменій, Ексм, Фель, Оммеель, Сен-П'єрр-ла-Рив'єр, Сії-ан-Гуфферн, Сюрві i Вільбаден було об'єднано в новий муніципалітет Гуфферн-ан-Ож.

## Демографія
Динаміка населення (EHESS і Insee ):
Розподіл населення за віком та статтю (2006):
| Стать | Всього | До 15 років | 15-24 | 25-44 | 45-64 | 65-85 | Понад 85 |
| --- | ------ | ----------- | ----- | ----- | ----- | ----- | -------- |
| Чоловіки | 323    | 43          | 35    | 43    | 124   | 74    | 4        |
| Жінки | 315    | 43          | 35    | 51    | 120   | 66    | 0        |
| \| Статево-вікова піраміда \| Статево-вікова піраміда \| Статево-вікова піраміда \| \| ----------------------- \| ----------------------- \| ----------------------- \| \| Чоловіки \| Вік \| Жінки \| \| 4 \| 85 + \| 0 \| \| 8 \| 80-84 \| 4 \| \| 8 \| 75-79 \| 12 \| \| 31 \| 70-74 \| 27 \| \| 27 \| 65-69 \| 23 \| \| 23 \| 60-64 \| 27 \| \| 23 \| 55-59 \| 27 \| \| 43 \| 50-54 \| 43 \| \| 35 \| 45-49 \| 23 \| \| 8 \| 40-44 \| 12 \| \| 23 \| 35-39 \| 27 \| \| 4 \| 30-34 \| 8 \| \| 8 \| 25-29 \| 4 \| \| 16 \| 20-24 \| 12 \| \| 19 \| 15-20 \| 23 \| \| 19 \| 10-14 \| 16 \| \| 16 \| 5-9 \| 23 \| \| 8 \| 0-4 \| 4 \| |        |             |       |       |       |       |          |
| Статево-вікова піраміда |        |             |       |       |       |       |          |
| Чоловіки | Вік    | Жінки       |       |       |       |       |          |
| 4 | 85 +   | 0           |       |       |       |       |          |
| 8 | 80-84  | 4           |       |       |       |       |          |
| 8 | 75-79  | 12          |       |       |       |       |          |
| 31 | 70-74  | 27          |       |       |       |       |          |
| 27 | 65-69  | 23          |       |       |       |       |          |
| 23 | 60-64  | 27          |       |       |       |       |          |
| 23 | 55-59  | 27          |       |       |       |       |          |
| 43 | 50-54  | 43          |       |       |       |       |          |
| 35 | 45-49  | 23          |       |       |       |       |          |
| 8 | 40-44  | 12          |       |       |       |       |          |
| 23 | 35-39  | 27          |       |       |       |       |          |
| 4 | 30-34  | 8           |       |       |       |       |          |
| 8 | 25-29  | 4           |       |       |       |       |          |
| 16 | 20-24  | 12          |       |       |       |       |          |
| 19 | 15-20  | 23          |       |       |       |       |          |
| 19 | 10-14  | 16          |       |       |       |       |          |
| 16 | 5-9    | 23          |       |       |       |       |          |
| 8 | 0-4    | 4           |       |       |       |       |          |

## Економіка
2010 року серед 492 осіб працездатного віку (15—64 років) 336 були активними, 156 — неактивними (показник активності 68,3%, у 1999 році було 67,0%). З 336 активних мешканців працювало 311 осіб (167 чоловіків та 144 жінки), безробітними було 25 (14 чоловіків та 11 жінок). Серед 156 неактивних 35 осіб було учнями чи студентами, 83 — пенсіонерами, 38 були неактивними з інших причин.

У 2010 році в муніципалітеті числилось 331 оподатковане домогосподарство, у яких проживали 838,0 особи, медіана доходів виносила 20 902,5 євро на одного особоспоживача